# Zenshūyō

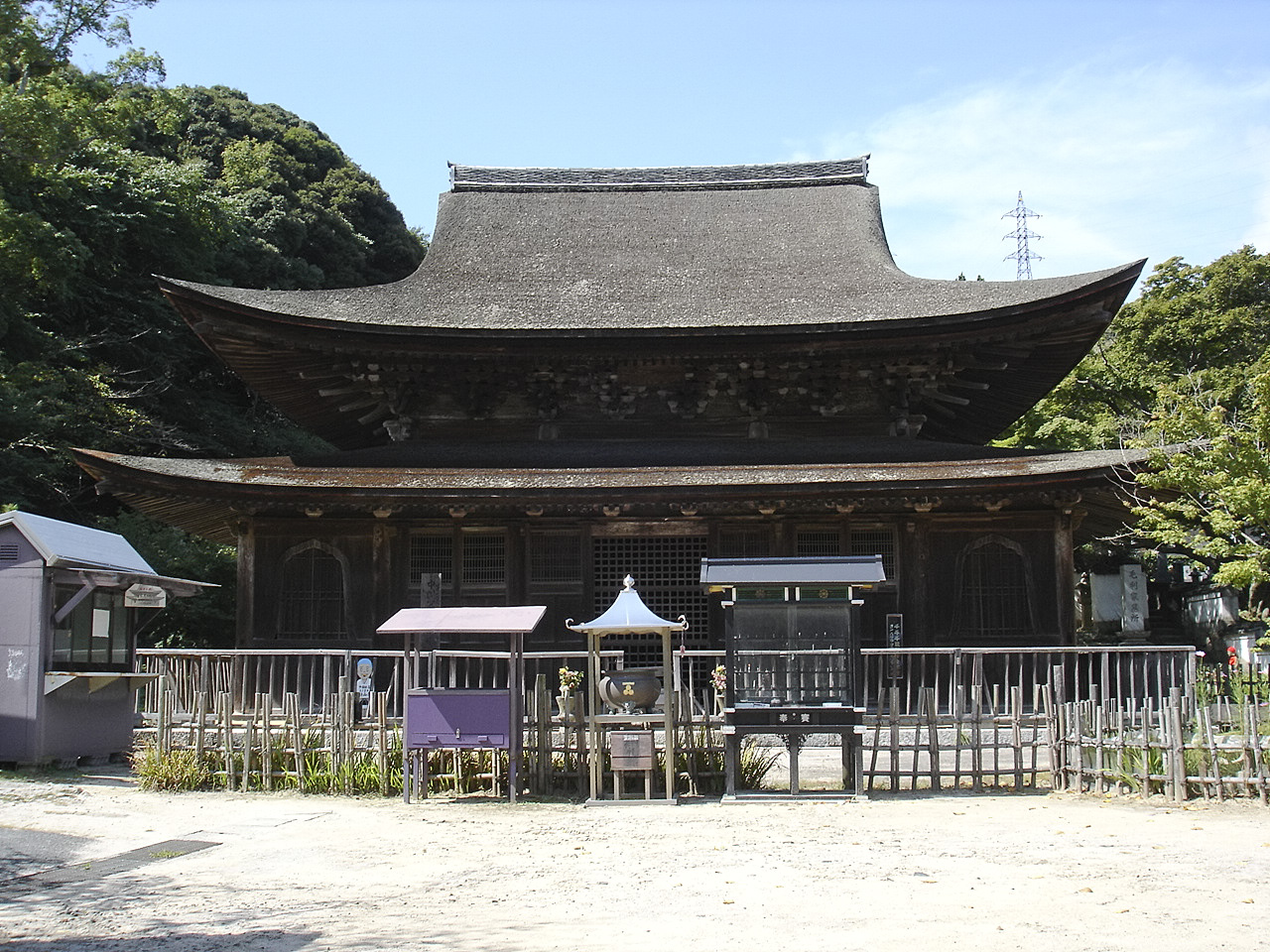
Butsuden de Kōzan-ji à Shimonoseki.

Le zenshūyo (禅宗様, lit. « style zen ») est un style d'architecture bouddhiste japonais dérivé de l'architecture de la dynastie Song chinoise. Nommé d'après la secte zen du bouddhisme qui l'a apporté au Japon, ce style apparaît à la fin du XIIe siècle ou au début du XIIIe siècle. Avec le wayō et le daibutsuyō, c'est l'un des trois styles les plus importants développés par le bouddhisme japonais sur la base de modèles chinois. Jusqu'à la Seconde Guerre mondiale, ce style était appelé karayō (唐様, « style chinois ») mais, à l'instar du style daibutsuyō, il a été rebaptisé par Ōta Hirotarō, un universitaire du XXe siècle. Ses caractéristiques les plus typiques sont une présentation plus ou moins linéaire du shichidō garan, des portes à panneaux attachées à des charnières, des tokyō (en) entre les colonnes, des fenêtres en ogive, des chevrons à l'arrière, des ornements appelés kibana et des toits recourbés décoratifs.
Le butsuden de Kōzan-ji à Shimonoseki, le shaka-dō de Zenpuku-in à Kainan, préfecture de Wakayama et le tō (pagode) d'Anraku-ji à Ueda, préfecture de Nagano, tous de l'époque de Kamakura, sont considérés comme les trois bâtiments zenshūyō les plus importants. Le butsuden de Kōzan-ji, construit en 1320 est le plus ancien bâtiment de style zenshūyō encore existant au Japon.

## Histoire

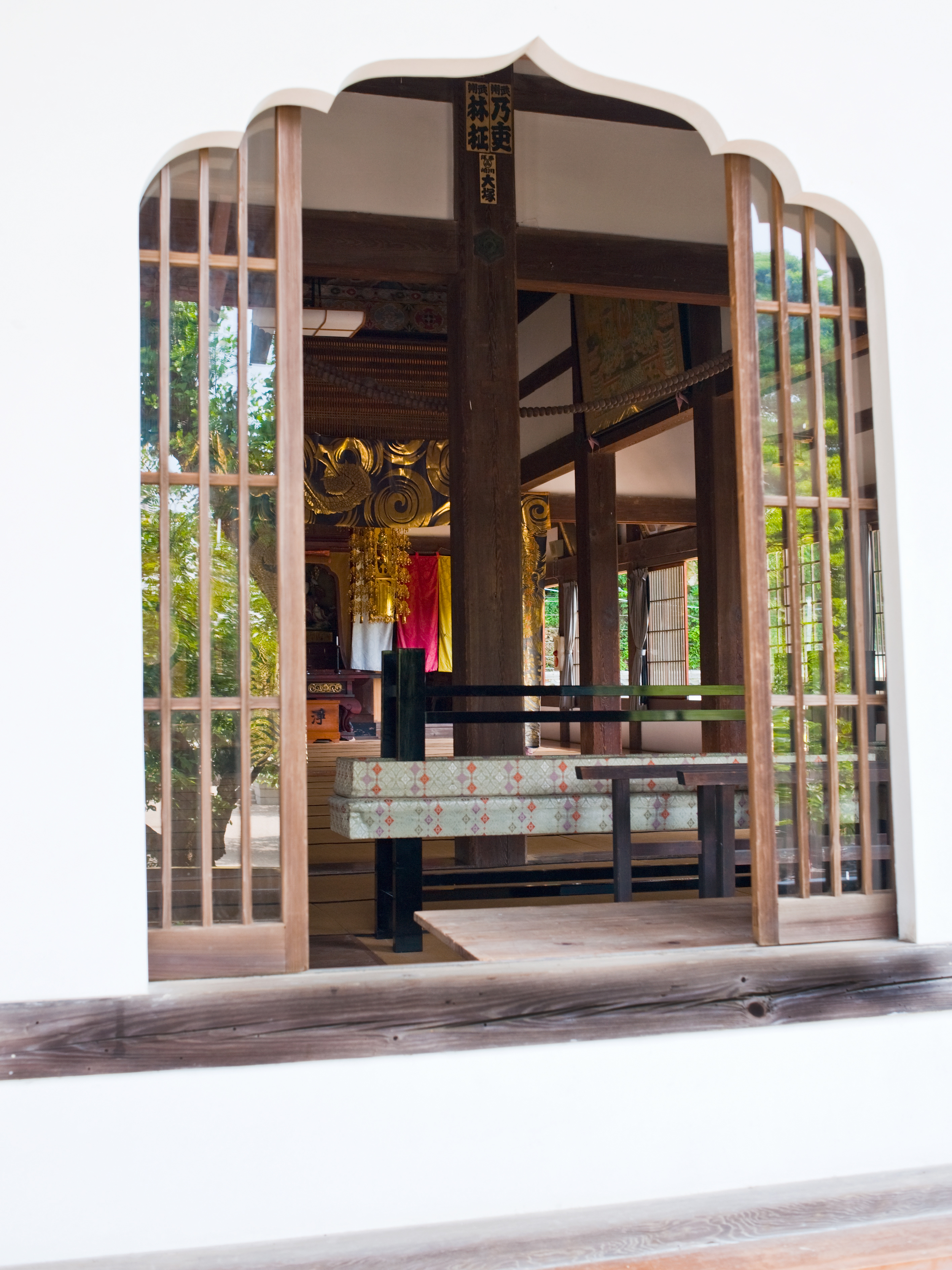
« Fenêtre fleur » zen.

À la fin du XIIe siècle, plus ou moins à l'époque pendant laquelle Chōgen reconstruit le Tōdai-ji lors de son séjour à Nara et par la même occasion crée le style architectural qui sera appelé daibutsuyō, deux moines introduisent le zen au Japon. Le premier, Eisai, apporte l'enseignement de l'école Rinzai à Kamakura. Comme il bénéficie du soutien du shogun Minamoto no Yoriie, il a la possibilité de fonder des temples aussi bien à Kamakura qu'à Kyoto.
Un peu plus tard, Dōgen introduit l'école Sōtō au Japon. Contrairement à Eisai, il décline l'aide de Hōjō Tokiyori, shikken (régent) de Kamakura, et crée son temple de tête, Eihei-ji, dans les forêts de l'actuelle préfecture de Fukui. Le succès des sectes zen, auxquelles a adhéré la caste des guerriers, signifie qu'elles sont en mesure d'introduire aussi dans le pays un nouveau style architectural, tel que le daibutsuyō dérivé de l'architecture de la dynastie Song, quoique d'un esprit très différent.
Après son arrivée au Japon, le style commence à évoluer compte tenu des conditions locales et des goûts particuliers. Entre autres innovations, le toit est couvert de bardeaux de bois plutôt que de tuiles, comme il l'est en Chine. Par ailleurs, les bâtiments des temples zen disposent d'une structure appelée toit caché (en), composée de deux toits, l'un véritable et le second placé au-dessous. Ce second faux toit cache le premier, ce qui permet d'obtenir des toits en pente et des corniches peu profondes. L'invention du toit caché au Xe siècle permet à l'inclinaison du toit inférieur d'être complètement différente de celle de l'extérieur, donnant ainsi aux temples japonais une apparence très différente de leurs homologues chinois.

## Caractéristiques

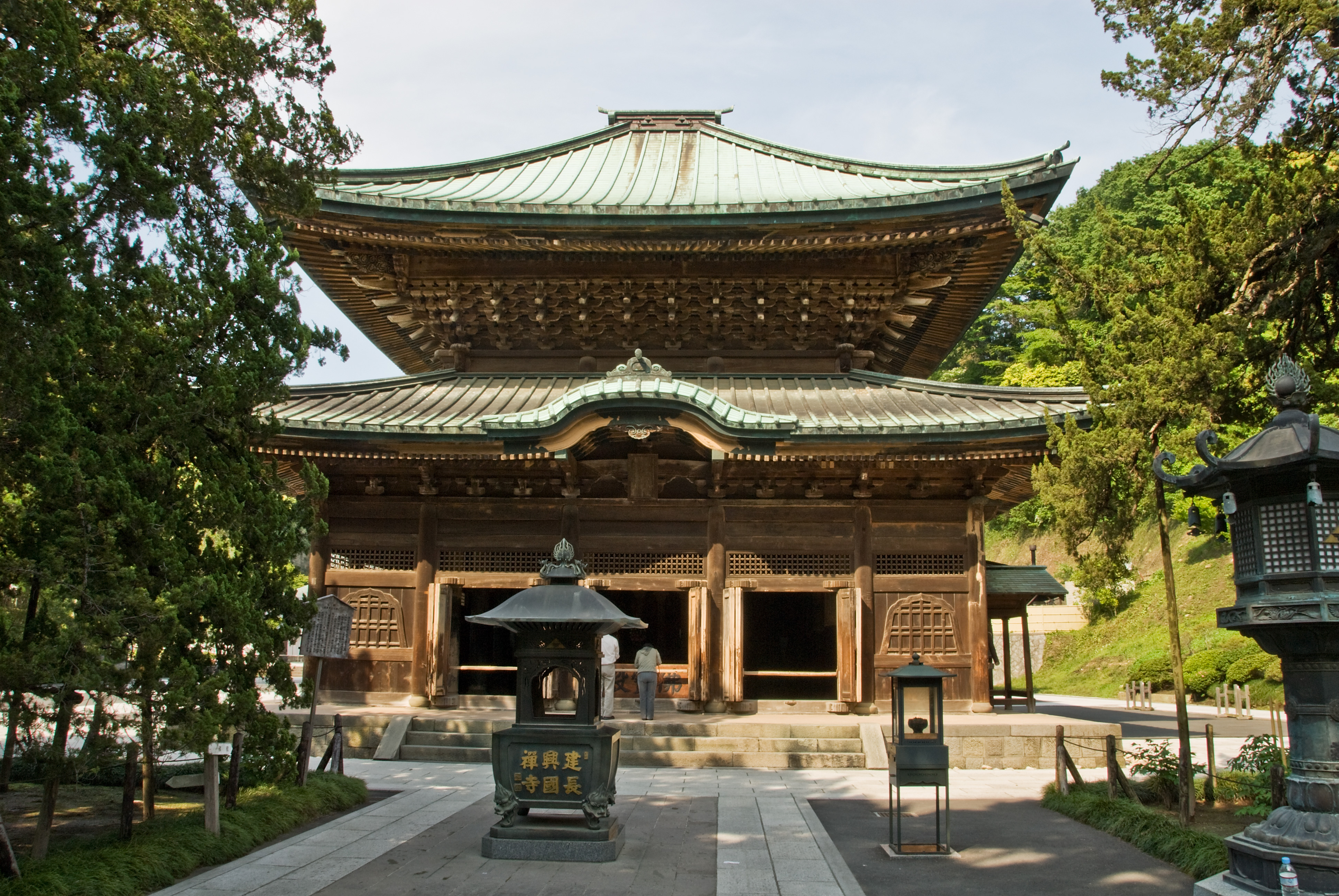
Un bâtiment principal zen typique.

Comme elle connaît beaucoup de réussite, la secte zen est très souvent imitée et beaucoup de ses innovations sont donc largement adoptées par les autres écoles bouddhistes. Les caractéristiques du style zenshūyō consistent en toits recourbés (mokoshi) aux courbes fortement prononcées, avec des fenêtres en ogive (katōmado), des sols en terre et des portes à panneaux,,. Les structures de bois sont relativement légères à l'image de la conception, légère et rationnelle. Tous les bâtiments sont érigés sur des fondations en pierre avec des sols en pierre ou en terre.
Les autres caractéristiques importantes sont :
- composition et disposition du garan plus ou moins fixes. La discipline zen est stricte et ses règles nombreuses et complexes. En conséquence, le garan zen possède une disposition typique de forme allongée et bilatéralement symétrique où la forme de chaque immeuble, sa position, son échelle et sa destination sont prédéterminées[2]. Au contraire, les écoles plus anciennes comme la Tendai et la Shingon utilisent des dispositifs de construction plus irréguliers qui prennent en compte les caractéristiques du terrain. Le garan zen, dont Kenchō-ji est un bon exemple, commence avec une porte suivie d'une autre plus grande (le sanmon), un bâtiment principal (le butsuden), le bâtiment de lecture (hattō) et la résidence de l'abbé en chef (hōjō), tous alignés plus ou moins sur un axe nord-sud, avec les bains (yokushitsu) et l'entrepôt à sūtra (kyōzō) à l'est et le bâtiment des moines (sodō) à l'ouest ;
- utilisation de poutres de liaison pénétrantes. Au cours de l'époque Heian, les temples sont construits en n'utilisant que des entraits non-pénétrants (nageshi (長押?)) conçus pour s'adapter autour des colonnes et des piliers, puis cloués. Les styles daibutsuyō et zenshūyō les remplacent par des entraits de liaison pénétrants, nuki (長押?), qui en fait percent la colonne et sont donc beaucoup plus efficaces contre les tremblements de terre[7],[8]. Les nageshi sont toutefois conservés comme éléments purement décoratifs ;
- tokyō (en) entre poteaux. Alors que les autres styles placent les supports de toit seulement au-dessus des colonnes, les temples zen les disposent également entre les colonnes (voir photo ci-dessus)[1] ;
- tōrihijiki. Chaque pas de support possède son propre tōrihijiki ou tōshihijiki (通り肘木?), longue poutre horizontale parallèle à la paroi et insérée dans le pas du support[7] (voir photos dans la galerie). Le tōrihijiki renforce donc la structure tout en supportant les chevrons du toit ;
- odaruki. Un troisième pas de support tokyō est habituellement supporté par ce qui s'appelle chevron arrière (尾垂木, odaruki?), cantilever disposé entre le deuxième et le troisième pas (voir illustration dans la galerie). Le nom se réfère à sa forme typique, semblable à une queue qui dépasse du support ;
- kibana. Autre caractéristique du style zenshūyō, le kobushibana (拳鼻?, lit. « premier nez ») ou kibana (木鼻?, lit. « nez en bois »), décoration en forme de nez avec un motif en spirale gravé sur un chevron après le dernier support en saillie. (voir photo dans la galerie)[2] ;
- chevrons de toit en forme d'éventail. Les chevrons du toit rayonnent vers l'extérieur à partir d'un point central unique[1] ;
- portes à panneaux. Des portes appelées sankarado (桟唐戸?), faites de panneaux séparés et ne glissant pas, sont fixées aux poutres de liaison par de lourdes charnières appelées waraza (藁座?)[1]. Au-dessus des panneaux de la porte se trouve un vasistas qui admet la lumière à travers des ouvertures cintrées ;
- sōmon et sanmon. L'entrée d'un temple zen est enjambée par deux portes symboliques, le sōmon et le sanmon plus important[1] ;
- mokoshi. Élément également emblématique de ce style, le bâtiment principal (butsuden), qui ne possède qu'un niveau mais semble en avoir deux à cause de la présence d'un couloir couvert appelé mokoshi. Large d'une baie, il fait ressembler un bâtiment à trois baies et un niveau à un bâtiment à deux niveaux et trois baies ;
- fenêtres en ogive. Les temples zen disposent de fenêtres en forme de cloche typiques appelées katōmado (火灯窓?, « fenêtre lumière du feu »). À l'origine les deux côtés sont verticaux puis plus tard acquièrent une pente. Leur utilisation est maintenant très répandue et ils peuvent se rencontrer aussi bien dans les sanctuaires shinto que dans les châteaux ;
- pas de pagode. En raison de la moindre utilisation des pagodes, à l'instar des autres écoles plus récentes, le garan zen ne dispose généralement pas de tō (type de pagode).

## Galerie d'images

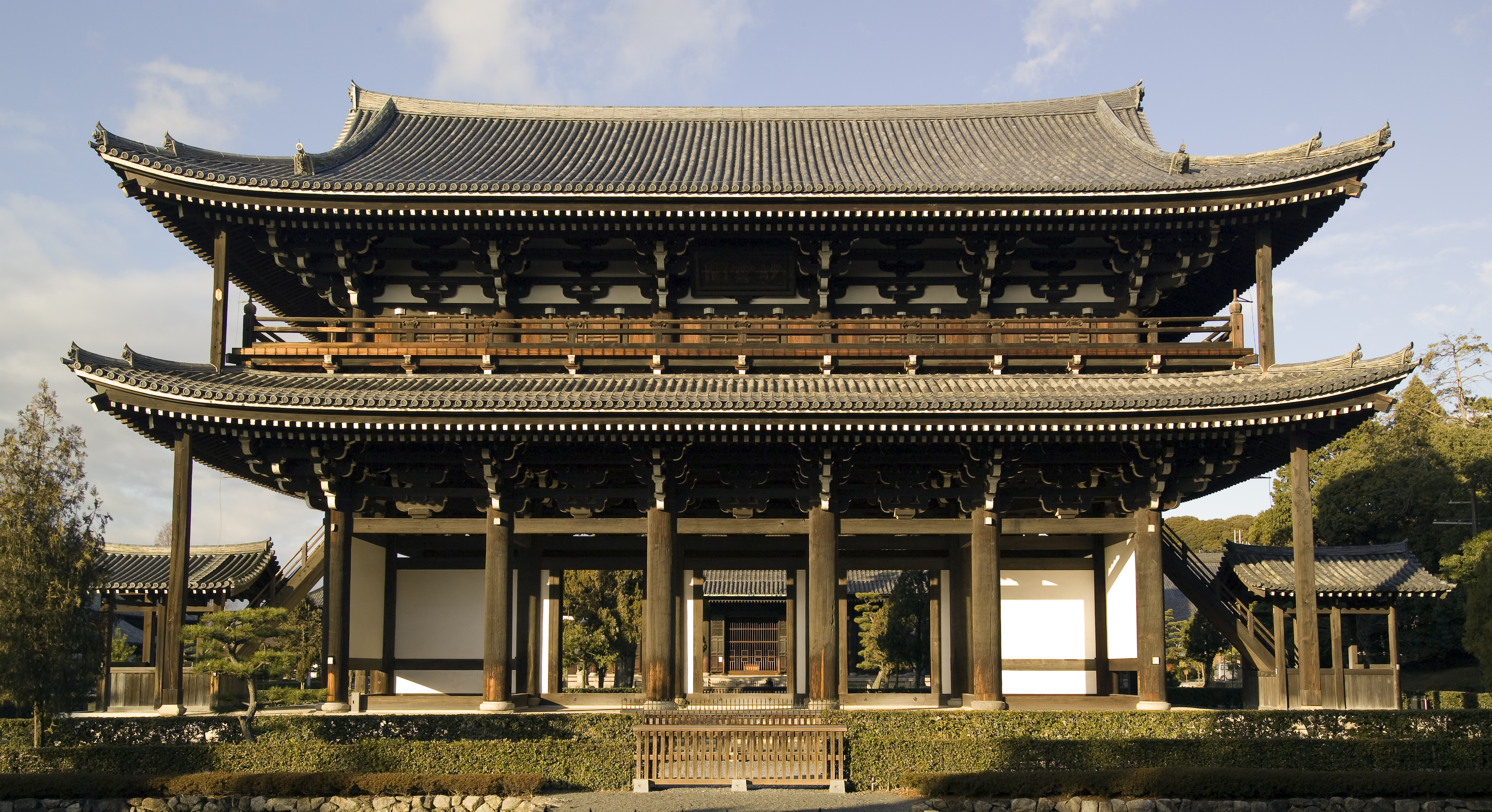
Sanmon zen au Tōfuku-ji.
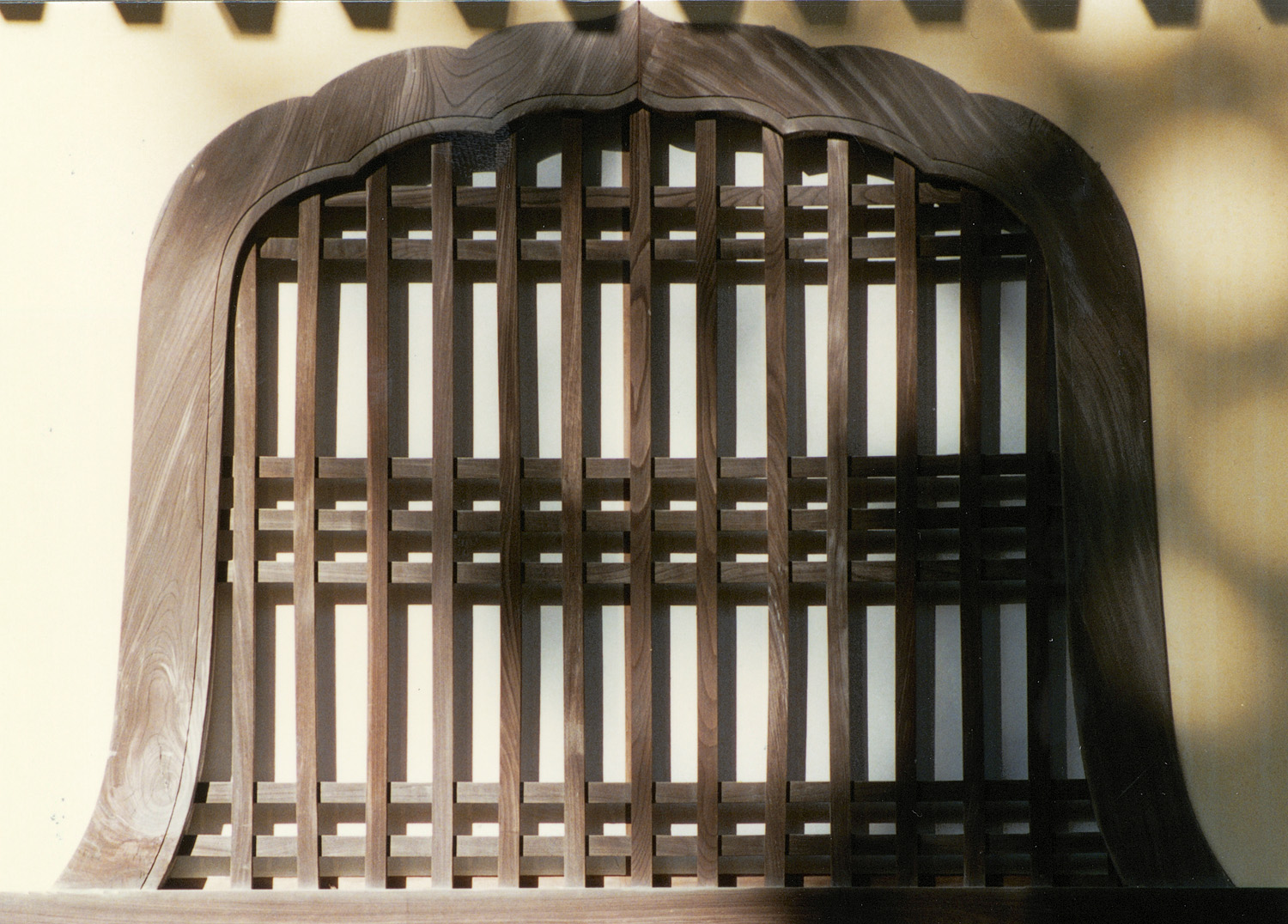
Katōmado au Nanzen-ji.
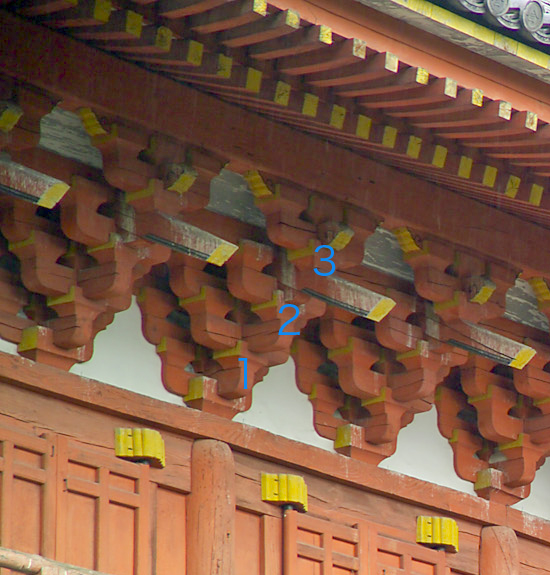
Tokyō inter-colonnes, chacun des trois pas reçoit un tōrihijiki (Daitoku-ji).
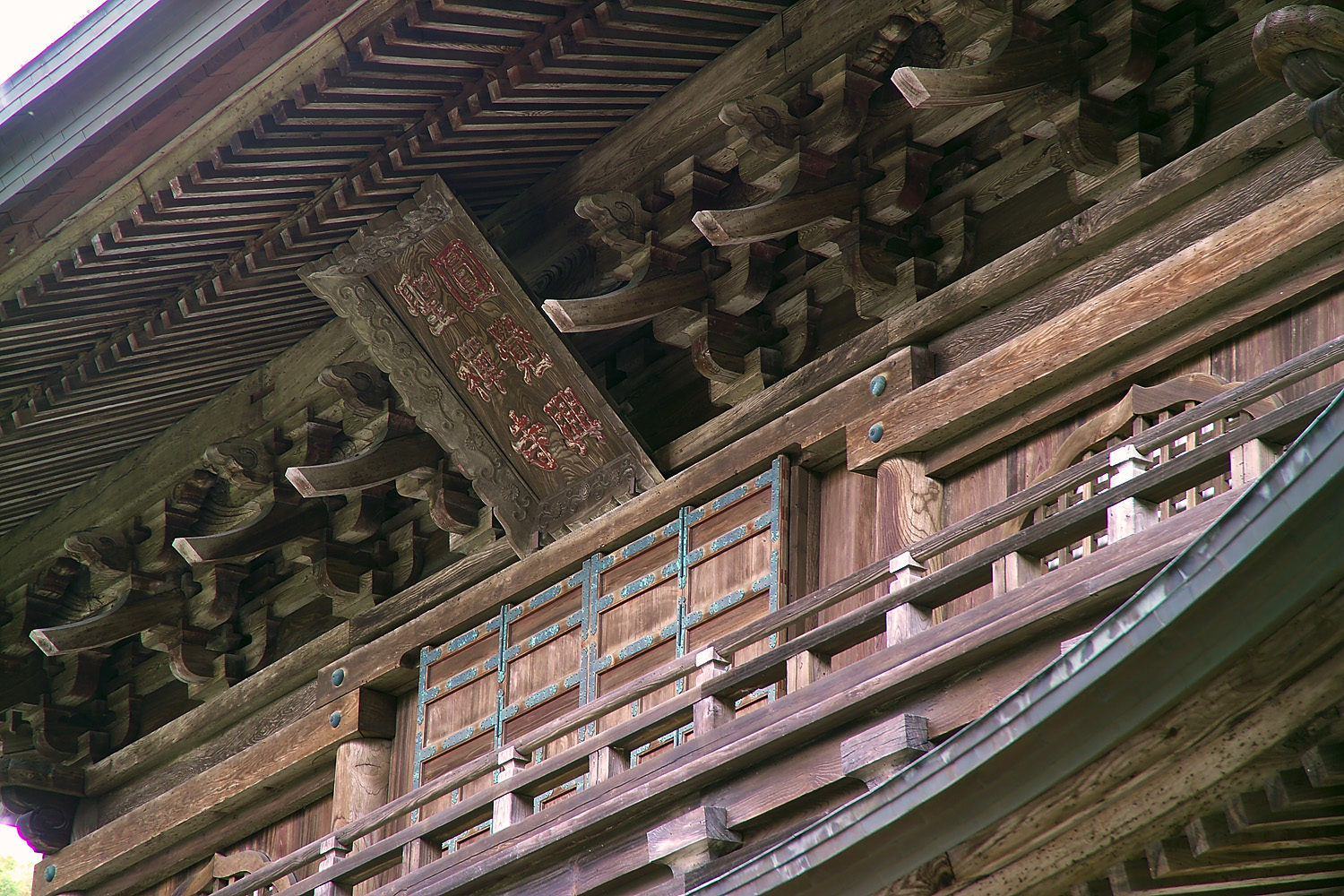
Odaruki au Engaku-ji.
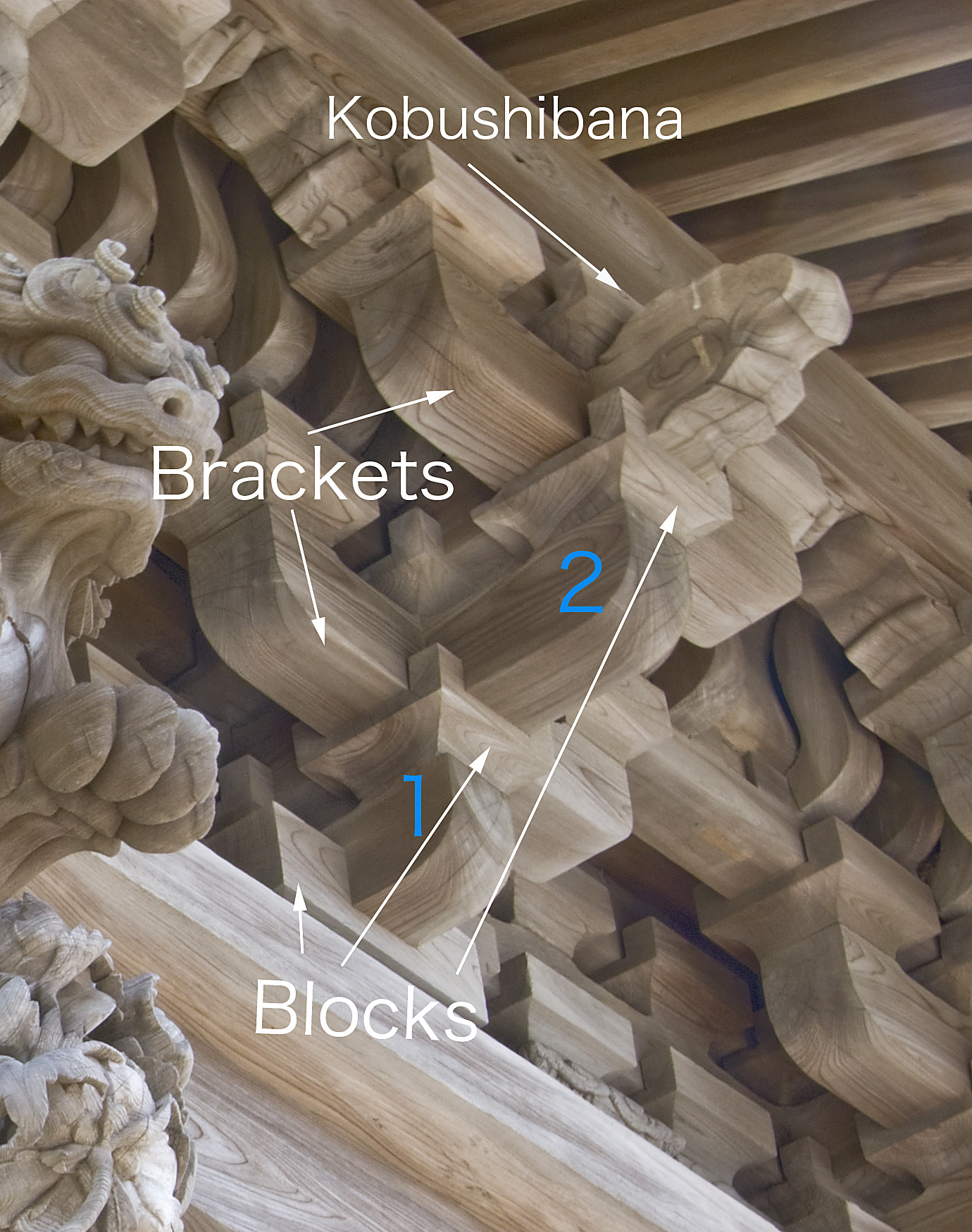
Kobushibana/kibana au Kōmyo-ji (cliquer pour agrandir et lire les légendes).
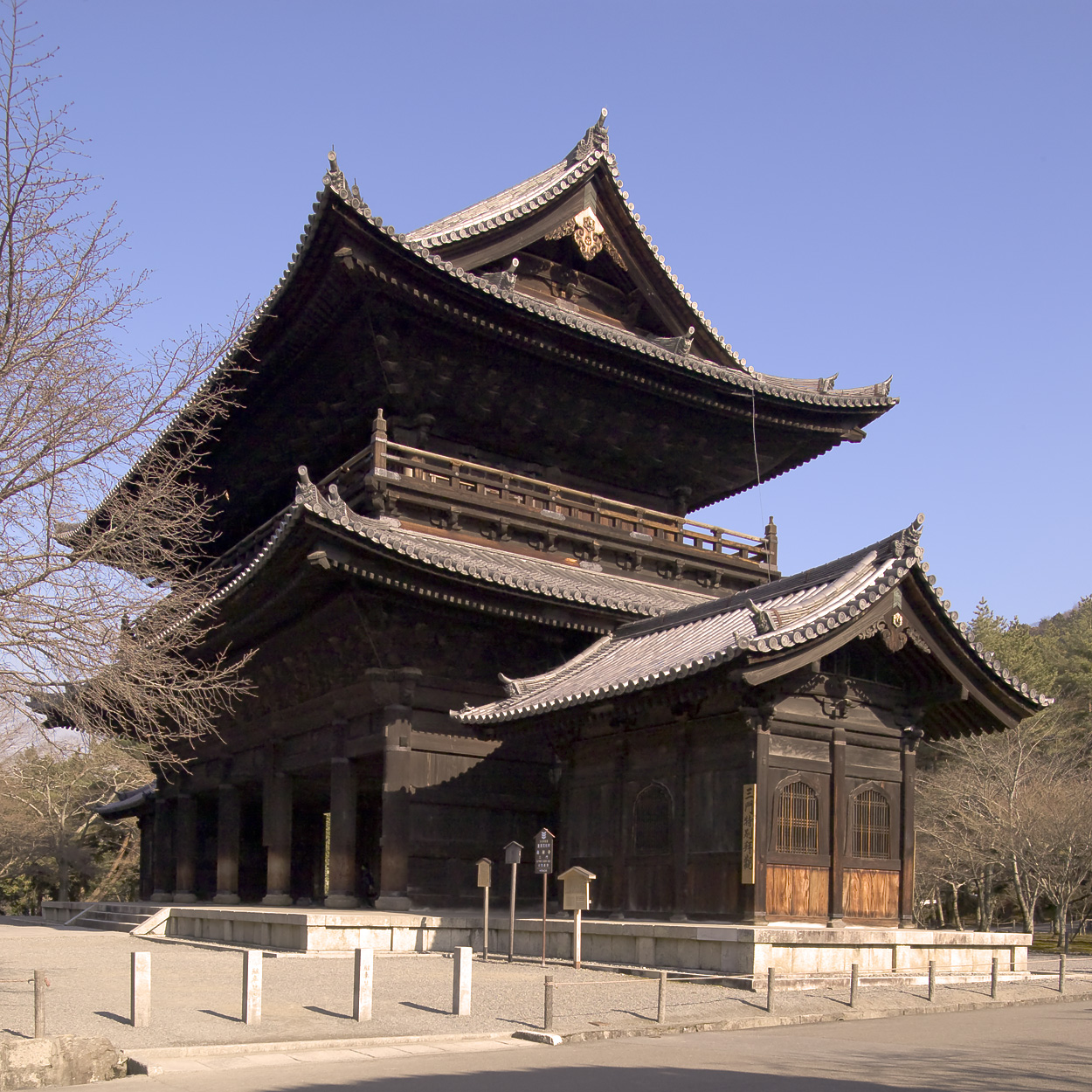
Sanmon du Nanzen-ji.
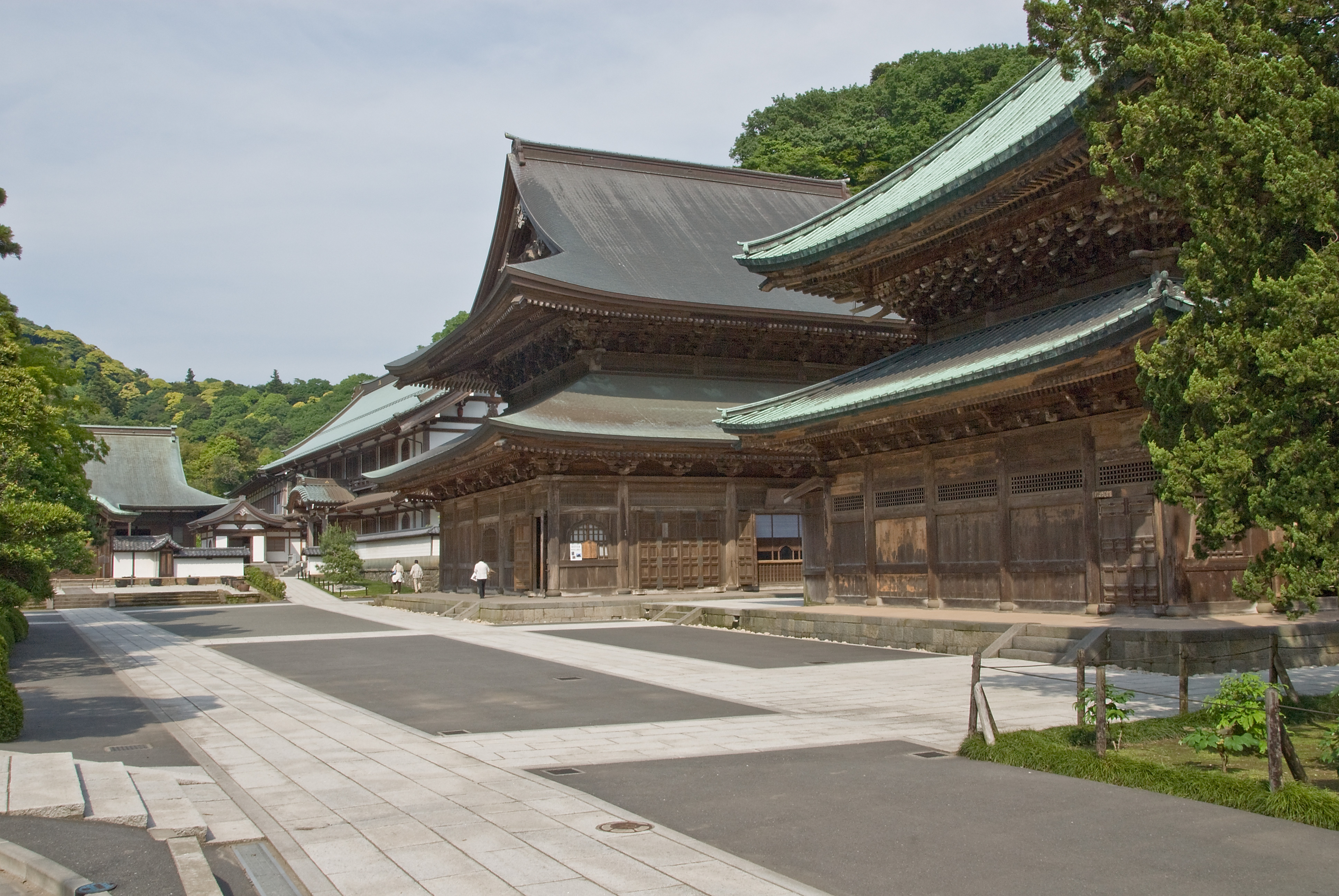
Disposition linéaire du Kenchō-ji.
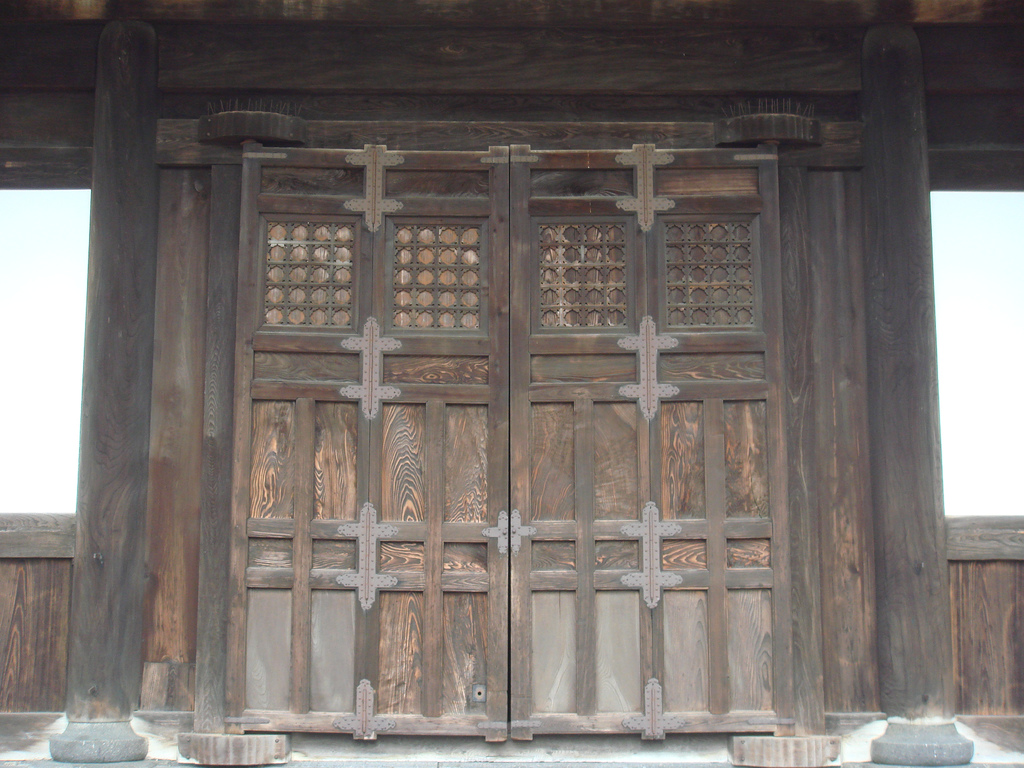
Sankarado au Kennin-ji.

## Exemples dezenshūyō

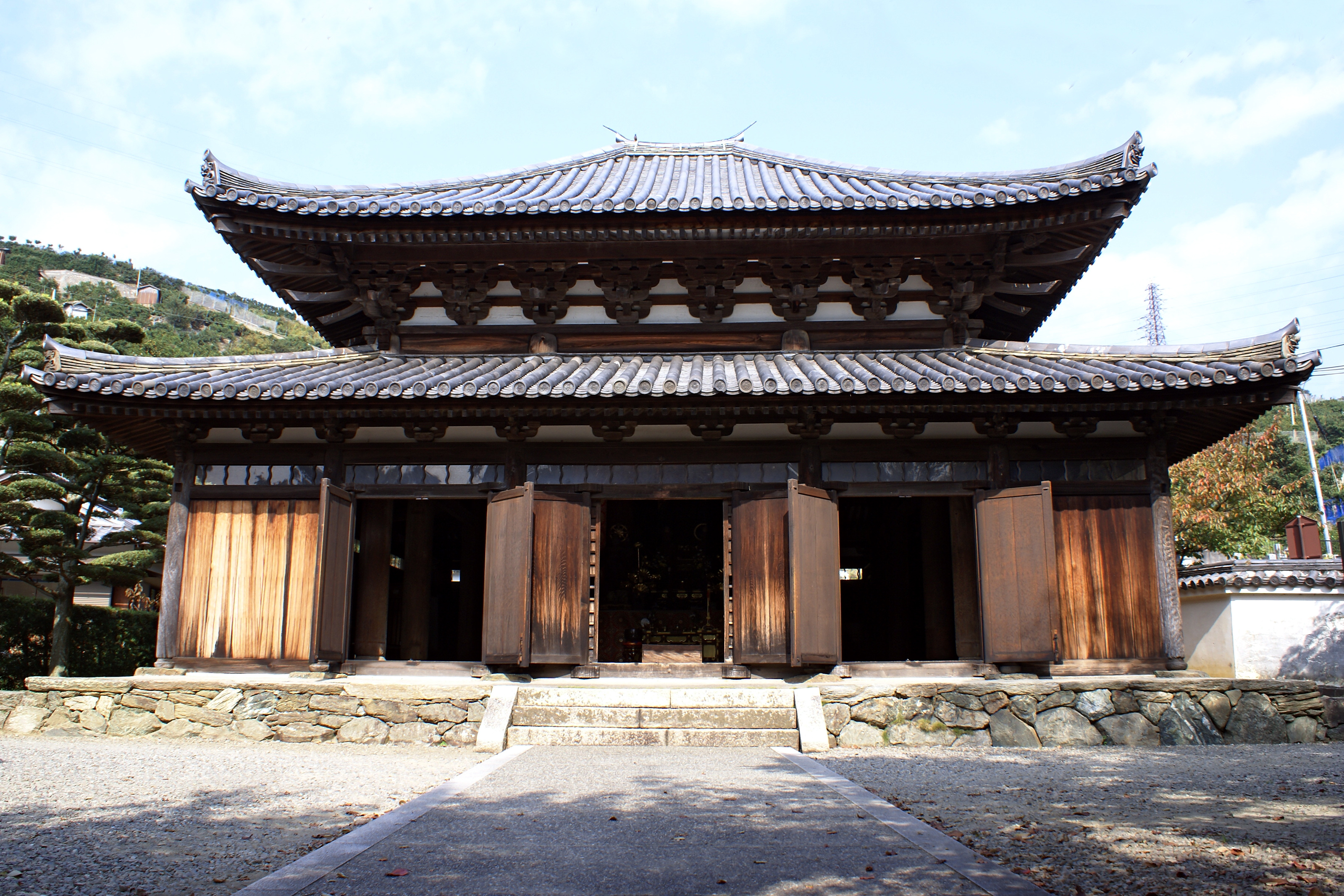
Shaka-dō de Zenpuku-in, construit en 1327.
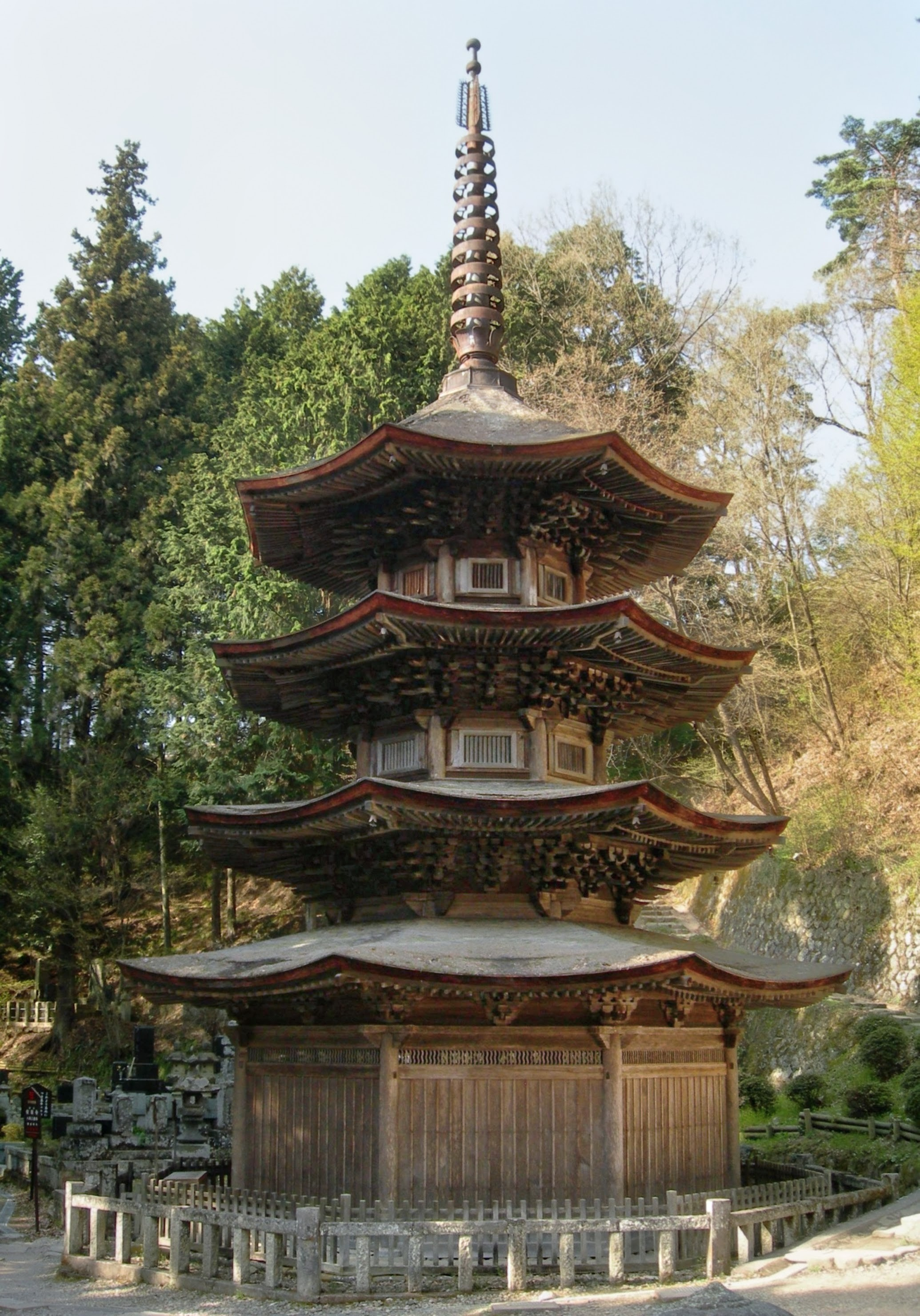
Tō (pagode) d'Anraku-ji, construite au XIVe siècle.
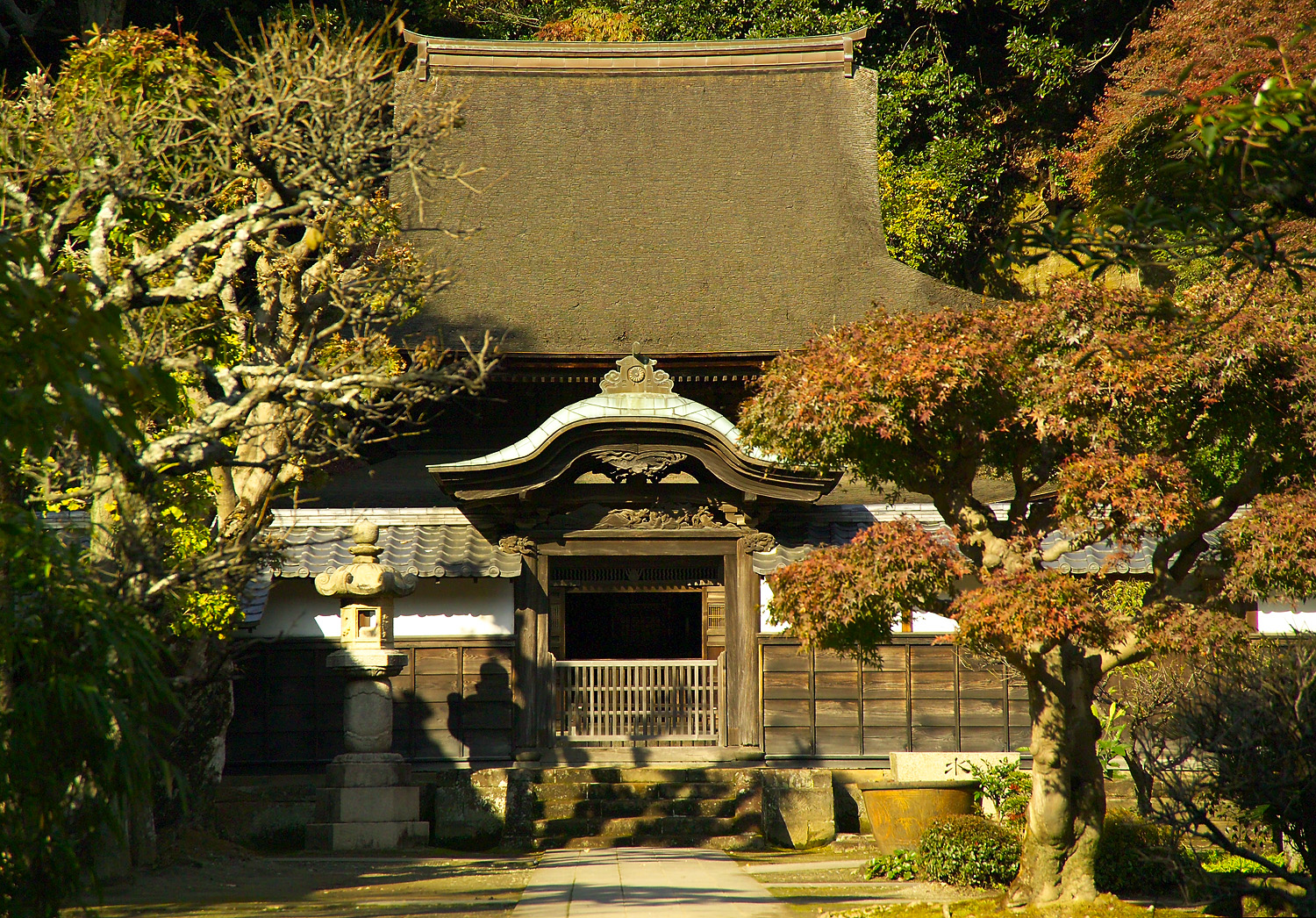
Shariden d'Engaku-ji.